# Фазова модуляція

Модулюючий сигнал, частота-носій і фазоманіпульований сигнал системи супутникової навігації NAVSTAR GPS

Фазова модуляція — один з видів модуляції, при якій фаза носійного коливання керується інформаційним сигналом. Фазомодульований сигнал {\displaystyle \scriptstyle s(t)} має такий вигляд:
{\displaystyle s(t)=g(t)\sin[2\pi f_{c}t+\varphi (t)]},
де {\displaystyle \scriptstyle g(t)} — обвідна сигналу, {\displaystyle \scriptstyle \varphi (t)} є сигналом модуляції, {\displaystyle \scriptstyle f_{c}} — частота сигналу носія, {\displaystyle \scriptstyle t} — час.
Фазова модуляція, не пов'язана з початковою фазою носійного сигналу, називається відносною фазовою модуляцією (ВФМ).
У випадку, коли інформаційний сигнал є дискретним, то говорять про фазову маніпуляцію. Хоча, щиро кажучи, в реальних виробах маніпуляції не буває, так як для скорочення займаної смуги частот маніпуляція проводиться не прямокутним імпульсом, а дзвоноподібним (піднесеним косинусом та ін.) Незважаючи на це, при модуляції дискретним сигналом говорять тільки про маніпуляцію.
За характеристиками фазова модуляція близька до частотної модуляції. У випадку синусоїдального модулювального (інформаційного) сигналу, результати частотної та фазової модуляції збігаються.
Фазова маніпуляція (ФМн) (англ. PSK - Phase Shift Keying) — це схема перетворення (модуляція) при якому під керуванням вхідного сигналу змінюється фаза несного сигналу (зазвичай синусоїдального).
Фазова маніпуляція — це зміна фази носійного коливання в залежності від амплітуди повідомлення (сигналу повідомлення).
Одним із варіантів ФМн є квадратурно-фазова маніпуляція (КФМ).